# Absolute Dance opus 23
Absolute Dance opus 23 er en kompilation i serien Absolute Dance udgivet i 1999.

## Spor
1. Blå Øjne – "Romeo" (Klub Version-Radio Edit)
2. E-Type – "Here I Go Again" (Radio Version)
3. Vengaboys – "We Like To Party! (The Vengabus)" (Airplay)
4. Infernal – "Voodoo Cowboy" (Infernal's Radio-Club Mix
5. The Tamperer feat. Maya – "If You Buy This Record Your Life Will Be Better" (Radio Edit)
6. Cartoons – "Yoko" (Extended Mix)
7. Storm – "Huri-Khan" (Radio Mix)
8. Bacon Popper – "Free" (7" Edit)
9. 666 – "I'm Your Nitemare" (Radio Mix)
10. Cargo – "Loaded With Power" (Radio Edit)
11. Blockster – "You Should Be..." (Radio Mix)
12. Andy Roda – "The Power (Lil' Deevah's Anthem)" (Radio Edit)
13. Dr. Bombay – "Rice & Curry" (Single Version)
14. Dope Smugglaz – "The Word" (Radio Edit)
15. Neja – "Shock!" (Bum Bum Club Radio Edit)
16. Nu Hope feat. M. Kenton – "Anecdote" (Radio Edit)
17. Tina Cousins – "Pray" (Radio Edit)
18. Van – "Ice Got My Love" (Radio Version)
19. Touch And Go – "Would You...?" (Radio Edit)